# Samhällsbärarna
Samhällsbärarna utkom 1982 och är kriminologen Leif G.W. Perssons tredje kriminalroman. Den handlar om polisens roll i samhället, särskilt om polisvåld, och bygger på två autentiska händelser inom poliskåren.[källa behövs] Den första är fallet Machnow 1982, där en berusad man omhändertogs för att senare under kvällen avlida på grund av de skador han åsamkat sig själv i tillnyktringscellen, alternativt åsamkats av polisen, vilket kritiker hävdade. Poliserna friades dock i domstol. I romanen kallas Rolf Machnow för farbror Nisse. Det andra är den så kallade Basebolligan, en grupp av poliser vid Norrmalmspolisen som i början av 1980-talet anklagades för att använda övervåld i sin tjänsteutövning, och som var inblandade i fallet Machnow. Leif GW Persson har förklarat att varken romanen eller filmatiseringen är baserad på historierna kring Basebolligan, då boken skrevs flera år innan den ökända gruppen började härja på Stockholms gator.[källa behövs]
Romanen vann Svenska Deckarakademins stora pris 1982 och filmatiserades 1986 av Kjell Sundvall som I lagens namn. 
Boken använder sig av deckargreppet meddelande från den döde.